# 对氨基苯磺酸
对氨基苯磺酸（4-氨基苯磺酸）是一种广泛用于硝酸根和亚硝酸根的定量分析的白色晶体。这种酸的固态形式以内盐存在，并具有不寻常的高熔点。

## 合成
对氨基苯磺酸可通过苯胺的磺化反应合成:

## 应用
由于这一化合物易于形成重氮化合物， 它被用于制作染料及磺胺类药物。 这一性质也用于硝酸根和亚硝酸根的定量分析，因为它能与之形成重氮盐，再与萘乙二胺发生重氮偶联反应，结果得到一种偶氮染料（见下）。 硝酸根和亚硝酸根的浓度可通过比色法观察所得红色溶液的色彩强度推导出来。

它还被用作燃烧分析的基准物，并是Pauly反应（一种探测蛋白质中有无酪氨酸或组氨酸的方法）中所使用的试剂。